# Psicologia educacional
Psicologia educacional ou psicologia da educação é o ramo da psicologia que estuda o processo de ensino/aprendizagem em diversas vertentes: os mecanismos de aprendizagem nas crianças e adultos (o que está estreitamente relacionado com a psicologia do desenvolvimento); a eficiência e eficácia das tácticas e estratégias educacionais; bem como o estudo do funcionamento da própria instituição escolar enquanto organização (onde se cruza com a psicologia social). Os psicólogos educacionais desenvolvem o seu trabalho em conjunto com os educadores de forma a tornar o processo de aprendizagem mais efetivo e significativo para o educando, principalmente no que diz respeito à motivação e às dificuldades de aprendizagem. Focam a sua ação não apenas nas necessidades da criança na escola como, também, em outras áreas onde as experiências escolares têm impacto. Alguns psicólogos escolares centram o seu trabalho no desenvolvimento das capacidades e necessidades das crianças com dificuldades de aprendizagem, como no caso da Desordem por défice de atenção com hiperatividade, problemas emocionais ou problemas comportamentais.
Apesar de serem muitas vezes utilizados como sinônimos, os termos psicologia educacional e psicologia escolar não são sinônimos. Enquanto psicologia educacional se refere à pesquisa teórica, sendo assim mais abrangente, a psicologia escolar assim como a psicopedagogia são subdisciplinas aplicadas.
É dado o nome de Psicologia da Educação ao segmento de estudos e pesquisas que visam descrever os processos psicológicos presentes na educação. Teóricos como Sigmund Freud, Jean Piaget, Frantz Fanon, Burrhus Frederic Skinner, Carl Rogers, Lev Vygotsky e Alexander Luria, são tidos como precursores dos estudos em Psicologia da Educação. São referenciais comuns aos cursos de Pedagogia, Normal Superior e demais licenciaturas, representando, cada um, vertentes do pensamento psicológico educacional. É comum na Psicologia da Educação referir-se à educação da criança e do adolescente, mas também à educação do adulto (Pedagogia e Andragogia).

## Áreas de atuação do psicopedagogo
O psicopedagogo pode atuar em diversas áreas, de forma preventiva e terapêutica, para compreender os processos de desenvolvimento e das aprendizagens humanas, recorrendo a várias estratégias, objetivando se ocupar dos problemas que podem surgir.
Numa linha preventiva, o psicopedagogo pode desempenhar uma prática docente, envolvendo a preparação de profissionais da educação, ou atuar dentro da própria escola. Na sua função preventiva, cabe ao psicopedagogo detectar possíveis perturbações no processo de aprendizagem; participar da dinâmica das relações da comunidade educativa a fim de favorecer o processo de integração e troca; promover orientações metodológicas de acordo com as características dos indivíduos e grupos; realizar processo de orientação educacional, vocacional e ocupacional, tanto na forma individual quanto em grupo.
Numa linha terapêutica, o psicopedagogo trata das dificuldades de aprendizagem, diagnosticando, desenvolvendo técnicas remediativas, orientando pais e professores, estabelecendo contato com outros profissionais das áreas psicológica, psicomotora. fonoaudiológica e educacional, pois tais dificuldades são multifatoriais em sua origem e, muitas vezes, no seu tratamento. Esse profissional deve ser um mediador em todo esse processo, indo além da simples junção dos conhecimentos da psicologia e da pedagogia.
O psicopedagogo pode atuar tanto na Saúde como na Educação, já que o seu saber visa compreender as variadas dimensões da aprendizagem humana. Da mesma forma, pode trabalhar com crianças hospitalizadas e seu processo de aprendizagem em parceria com a equipe multidisciplinar da instituição hospitalar, tais como psicólogos, assistentes sociais, enfermeiros e médicos. No campo empresarial, o psicopedagogo pode contribuir com as relações, ou seja, com a melhoria da qualidade das relações inter e intrapessoais dos indivíduos que trabalham na empresa.

## Psicologia escolar
Os psicólogos educacionais desenvolvem o seu trabalho em conjunto com os educadores de forma a tornar o processo de aprendizagem mais efetivo e significativo para o educando, principalmente no que diz respeito à motivação e às dificuldades de aprendizagem. Focam a sua ação não apenas nas necessidades da criança na escola como, também, noutras áreas onde as experiências escolares têm impacto. Alguns psicólogos escolares centram o seu trabalho no desenvolvimento das capacidades e necessidades das crianças com dificuldades de aprendizagem, como no caso da Desordem por défict de atenção com hiperactividade, problemas emocionais ou problemas comportamentais.
O fato de uma instituição escolar ter em seu quadro um psicopedagogo institucional contratado, não invalida ou, não substitui as tarefas que só podem ser executadas por um assessor, ou seja, alguém que vem de fora, vê de fora, pontua, revela, identifica o latente naquilo que está manifesto.
“A psicopedagogia trabalha e estuda a aprendizagem, o sujeito que aprende, aquilo que ele está apontando como a escola em seu conteúdo sociocultural. É uma área das Ciências Humanas que se dedica ao estudo dos processos de aprendizagem. Podemos hoje afirmar que a Psicopedagogia é um espaço transdisciplinar, pois se constitui a partir de uma nova compreensão  acerca da complexidade dos processos de aprendizagem e, dentro desta perspectiva, das suas deficiências.”(Nívea M. C. Fabrício).

## Função do psicopedagogo na instituição
A Psicopedagogia vem atuando com muito sucesso nas diversas Instituições, sejam escolas, hospitais e empresas. Weiss (1992) explica que em relação à instituição,
“Seu papel é analisar e assinalar os fatores que favorecem, intervêm ou prejudicam uma boa aprendizagem em uma instituição. Propõe e ajuda o desenvolvimento dos projetos favoráveis a mudanças, também psicoprofiláticamente”. (Weiss, 1992, p. 4)
A aprendizagem deve ser olhada como a atividade de indivíduos ou grupos humanos, que mediante a incorporação de informações e o desenvolvimento de experiências, promovem modificações estáveis na personalidade e na dinâmica grupal as quais revertem no manejo instrumental da realidade.
Na Argentina e na França (Polos Culturais), este trabalho já vem sendo desenvolvido há anos, tendo o psicopedagogo papel indispensável nas equipes multidisciplinares destas instituições. Inspirando-nos em Rivière (1994), um dos que se preocuparam com a questão "GRUPO", verifica-se a importância de se trabalhar estas instituições:
“A aprendizagem é uma apropriação instrumental da realidade para transformar-se e transformá-la. Essa apropriação possibilita uma intervenção que gera mudanças em si, e no contexto que se dá. Caracteriza-se também, por ser uma adaptação ativa, constante na realidade. Implica, portanto, em estruturação, desestruturação e restruturação. Isso gera tensão a qual necessita não apenas ser descarregada, mas revitalizada, renovada, enriquecida”. (1994, p. 45)
Partindo da Teoria do Vínculo de Pichon-Rivière, a investigação deveria se dar em três dimensões: individual, grupal, institucional ou sociedade, que nos permitiria três tipos de análise:
- Psicossocial - que parte do indivíduo para fora;
- Sociodinâmica - que analisa o grupo como estrutura;
- Institucional - que toma todo um grupo, toda uma instituição ou todo um país como objeto de investigação.

O trabalho do psicopedagogo se dá numa situação de relação entre pessoas. Não é uma relação qualquer, mas um encontro entre educador e educando, em que o psicopedagogo precisa assumir sua função de educador, numa postura que se traduz em interesse pessoal e humano, que permite o desabrochar das energias criadoras, trazendo de dentro do educando capacidades e possibilidades muitas vezes desconhecidas dele mesmo e incentivando-o a procurar seu próprio caminho e a caminhar com seus próprios pés, este é o objetivo deste profissional.
Para Weiss, “a Psicopedagogia na escola desenvolve um trabalho em que se busca a melhoria das relações com a aprendizagem” (1992,p. 6). A autora ainda explica que a qualidade na construção da aprendizagem de alunos e educadores também é parte do trabalho da psicopedagogo.
Weiss (1992), afirma que o papel da Psicopedagogia na escola não deve ser encarado como recurso para evitar o fracasso escolar, nem mesmo para melhorar o rendimento dos alunos, pois estes fatos implicam outros aspectos como alunos, professores, técnicos e equipe de apoio refletirem e buscarem um denominador comum em relação à aprendizagem.
O trabalho do psicopedagogo possibilita a reflexão, a adoção de medidas e mudanças de atitudes sobre diferentes caminhos existentes na produção do conhecimento em diferentes formas e níveis.

## Freud e Educação
A psicanálise surge com Freud como possibilidade de compreender o fenômeno educativo através da noção de inconsciente, oferecendo as bases para pensar em uma educação que vise diminuir os efeitos patogênicos da repressão e oferecer um modo de profilaxia às neuroses. "Freud acreditava inicialmente que um dos meios para evitar o aparecimento de sintomas neuróticos seria oferecer uma educação não-repressiva que respondesse aos questionamentos da criança à medida que eles fossem surgindo. Ele também percebia como os sintomas neuróticos poderiam resultar em certa inibição intelectual. É inquestionável que a pura liberdade não educa e não cria indivíduos saudáveis; pelo contrário, cria inadaptados, narcísicos que acreditam que o mundo gira à sua volta e que nada existe além de suas necessidades individuais." (SOUZA, 2003, p. 144) Neste sistema de pensamento, pode-se compreender que a educação não ocorre sem estar vinculada à repressão; que a educação relaciona-se com a questão do controle dos impulsos através do processo civilizatório.

## Piaget e Educação
Jean Piaget, com o construtivismo, formula a ideia de que o conhecimento é resultado do processo de interação entre o sujeito e o ambiente circundante. Ele dedicou-se a pesquisas que resultaram na criação da Epistemologia Genética. "(...) Para explicar a interação construtiva da criança com o ambiente, utilizou os conceitos de assimilação, acomodação e adaptação. A assimilação é a incorporação de um novo objeto ou ideia à que existia anteriormente, ou seja, ao esquema que a criança possui. A acomodação implica na transformação do organismo para poder lidar com o ambiente; diante de um objeto ou nova ideia a criança modifica e aprimora esquemas adquiridos anteriormente. A adaptação representa a maneira pela qual o organismo estabelece um equilíbrio entre assimilação e acomodação, adaptando-se continuamente às imposições feitas pelo ambiente mas também sendo um sujeito ativo e modificando este mesmo ambiente.".

## Teorias
Os psicólogos educacionais desenvolvem e aplicam diversas teorias de ensino e aprendizagem que pretendem explicar como se processa a aprendizagem. Estas teorias baseiam-se em princípios diversos: científicos, mas também éticos e filosóficos. Entre as teorias mais referidas e aceites encontramos:
- Cognitivismo
- Psicanalítico
- Construtivismo
- Cognitivismo social
- Teorias motivacionais
- Teorias do desenvolvimento
- Behaviorismo
- Teoria da modificabilidade cognitiva estrutural

## Teóricos
Entre os teóricos mais referidos nesta área encontram-se:
- Jean Piaget (1896-1980)
- Lev Semenovich Vygotsky (1896-1934)
- Henri Wallon (1879-1962)
- Carl Rogers (1902-1987)
- Burrhus Frederic Skinner (1904-1990)
- Abraham Maslow (1908-1970)
- Jerome Bruner (1915)
- Albert Bandura  (1925)
- Reuven Feuerstein (1921-2014)

## Métodos
- Role playing